# Norte (diario)
Norte es un periódico matutino editado en la ciudad de Resistencia, Chaco, Argentina. Fue editado por primera vez el 1 de julio de 1968 y tras el cierre del diario El Territorio se convirtió en el periódico con mayor tirada de la provincia.
Tiene formato tabloide y está controlado por la Editorial Chaco S.A., propiedad a su vez de Raúl Rolando Romero Feris, quien adquirió la publicación el 15 de septiembre de 1978.
Cuenta también con una edición digital actualizada con las noticias del día, además notas seleccionadas de la edición impresa.